# Victorine Rasoarimalala
Victorine Rasoarimalala (ur. 30 grudnia 2003) – madagaskarska zapaśniczka walcząca w stylu wolnym. Szósta na igrzyskach afrykańskich w 2023. Siódma na mistrzostwach Afryki w 2024. Złota medalistka igrzysk Wysp Oceanu Indyjskiego w 2023.  Dziewiąta na igrzyskach frankofońskich w 2023 roku.